# IceCube
IceCube es un experimento de astrofísica de partículas. Más concretamente, es un telescopio de neutrinos  situado en  la estación Amundsen-Scott  del Polo Sur. Su construcción finalizó en el año 2010.
El telescopio IceCube está compuesto por más de 5.000 módulos digitales ópticos suspendidos en un kilómetro cúbico de hielo enterrado en el subsuelo del Polo Sur.
El observatorio de la Fundación Nacional para la Ciencias de Estados Unidos detecta neutrinos a través de los flashes de luz azul producida por la radiación de Cherenkov de partículas secundarias emitidas por la interacción de neutrinos con una molécula de agua en el hielo.
La meta principal del experimento es detectar neutrinos en el rango de la alta energía, que abarca (en unidades de electronvoltios) de 1011 hasta cerca de 1021 eV.
Al igual que su precursor, AMANDA, IceCube despliega en las profundidades del hielo antártico  (entre 1.450 y 2450 metros) millares de fotomultiplicadores. Estos sensores ópticos son desplegados en “cuerdas” de sesenta módulos cada una, dentro de hoyos fundidos en el hielo por medio de un taladro de agua caliente.
En 2012 los responsables de IceCube anunciaron la detección de dos neutrinos superenergéticos, de más de 1000 teraelectronvoltios. Sus descubridores los denominaron Bert y Ernie en honor a los personajes televisivos. Posteriormente han encontrado otros 26 neutrinos de energía superior a los 30 TeV, en lo que es la primera muestra de neutrinos de muy alta energía procedentes de fuera del Sistema Solar.

## Fases de la construcción
Por razones climáticas, la construcción del IceCube se realizó en el verano austral (de noviembre a febrero) de años sucesivos. Los agujeros eran  perforados por medio de agua caliente. Cuando se alcanza la profundidad deseada, tienen alrededor de 2 horas para insertar los detectores en su lugar, antes de que todo se congele de nuevo. Cuando todo esté listo, los detectores quedarán distribuidos en un bloque de hielo de cerca de un kilómetro cúbico.

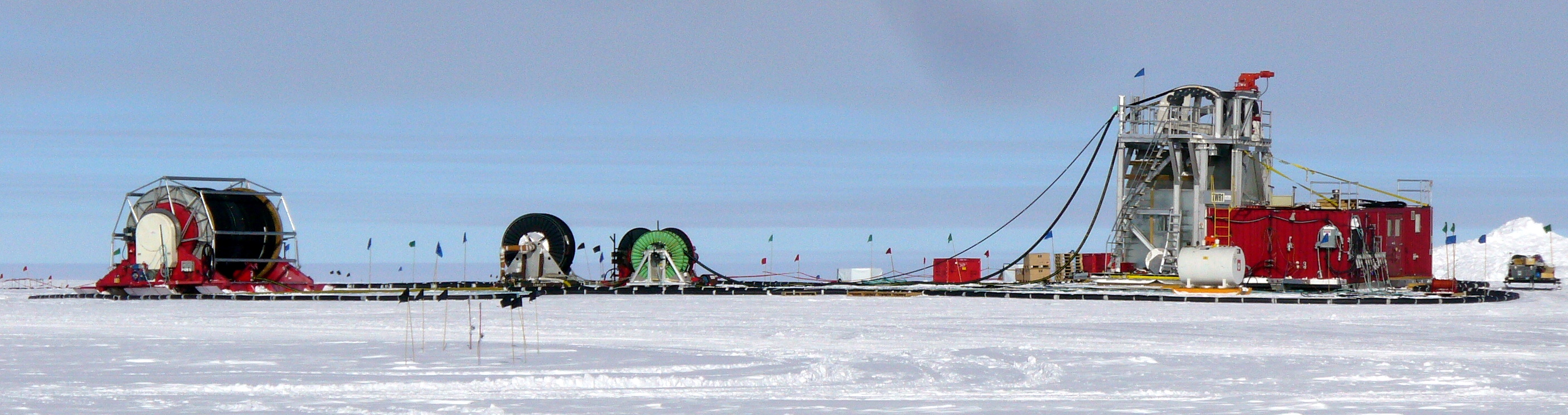
Torre de perforación de IceCube (diciembre de 2009)

En 2005, se desplegó la primera cuerda de IceCube; recogió bastantes datos para verificar que los sensores ópticos funcionan correctamente. En la temporada del verano austral 2005-2006, se colocaron ocho cuerdas adicionales, haciendo que IceCube se convirtiera en el telescopio de neutrinos más grande del mundo. Los primeros neutrinos  fueron detectados el 29 de enero de 2006.
En las siguientes temporadas se avanzó según indica la tabla: 
| Temporada | N.º de cuerdas añadidas | N.º total de cuerdas |
| --------- | ----------------------- | -------------------- |
| 2005      | 1                       | 1                    |
| 2005–2006 | 8                       | 9                    |
| 2006–2007 | 13                      | 22                   |
| 2007–2008 | 18                      | 40                   |
| 2008–2009 | 19                      | 59                   |
| 2009–2010 | 20                      | 79                   |
| 2010–2011 | 7                       | 86                   |

La construcción de IceCube fue completada el 18 de diciembre de 2010.

## Detección de neutrinos

### Sensibilidad del experimento
Los neutrinos no pueden ser observados directamente. En su lugar, se deduce información cinemática del neutrino por medio de la detección de infrecuentes colisiones que ocurren entre un neutrino y un átomo dentro del hielo. Debido a la alta densidad del hielo, casi todos los productos detectados de la colisión inicial serán muones. Por lo tanto este experimento es más sensible al flujo de neutrinos muónicos a través de su volumen. 
Sin embargo, también hay un fondo abundante de muones creados no por neutrinos sino por rayos cósmicos que impactan la atmósfera encima del detector; la mayor parte de éstos pueden ser inmediatamente rechazados por el hecho que provienen de la parte superior del detector. La mayor parte de los neutrinos "ascendentes" que restan vendrán de los rayos cósmicos que golpean el lado opuesto de la tierra, pero alguna fracción desconocida puede ser de origen astronómico. Para distinguir entre estas dos fuentes de forma estadística, la dirección y la energía del neutrino entrante se estima por medio de los subproductos de la colisión. Los excesos inesperados en energía o de una dirección espacial dada indican una fuente extraterrestre.
Aunque la expectativa es que IceCube detecte muy pocos neutrinos, se espera tener una alta resolución en su detección. Esto permitirá elaborar mapas sobre la localización de las principales fuentes de este tipo de neutrinos.

### Colisiones detectadas
En el raro caso de una colisión de un neutrino muónico o un antineutrino muónico con un núcleo de agua, se produce un muon. En el caso de un neutrino, el protón es transformado en un neutrón y el muon producido es de carga positiva. Sí la colisión es entre un antineutrino y un neutrón, los productos son un protón y un muon de carga negativa. 
{\displaystyle \nu _{\mu }d\rightarrow \mu ^{+}u,}
{\displaystyle {\bar {\nu }}_{\mu }u\rightarrow \mu ^{-}d}
En ambos casos la carga eléctrica total es preservada en la interacción.

### Montaje experimental

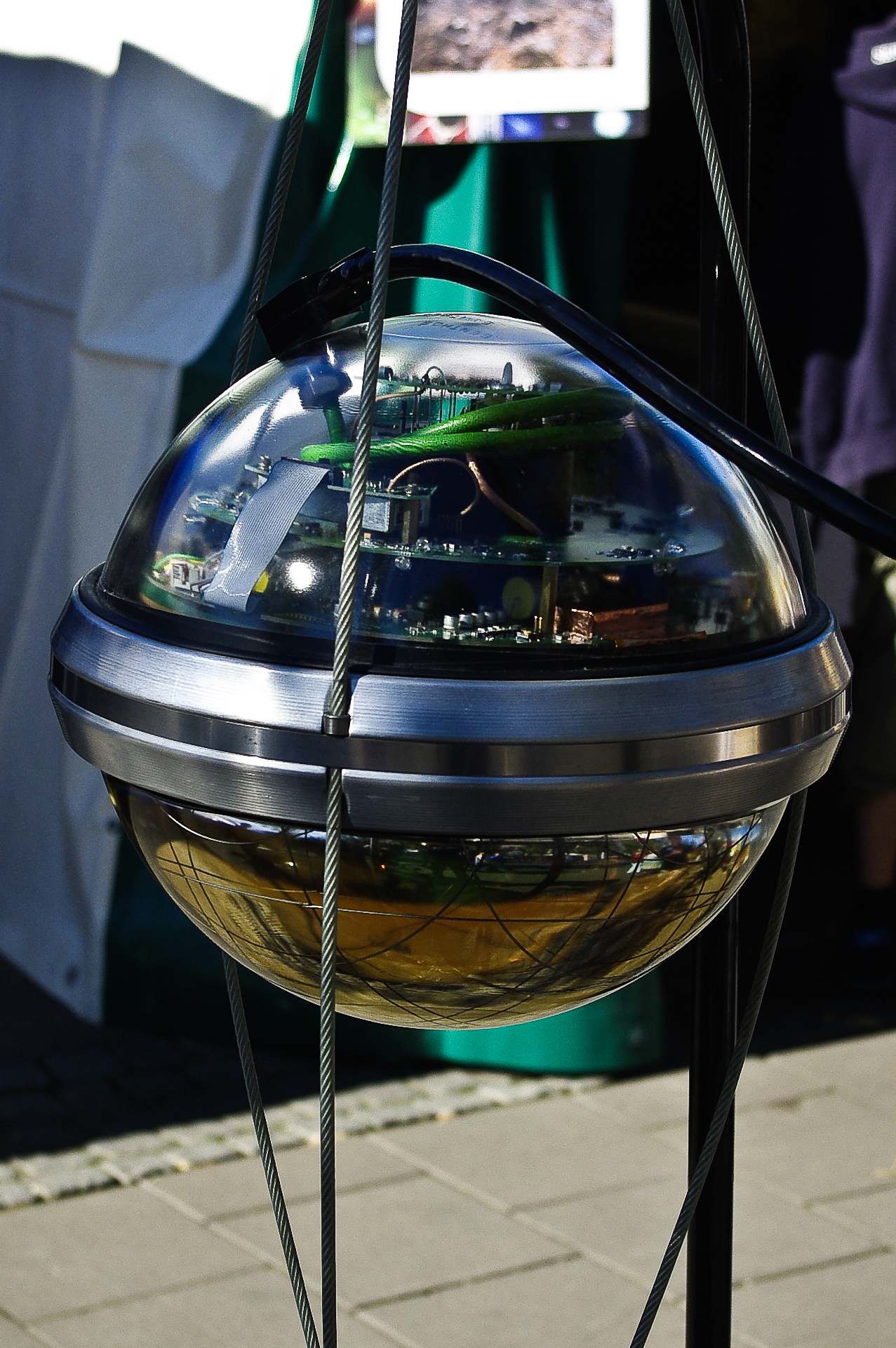
Uno de los miles de sensores esféricos del IceCube

Si el muon producido en esta interacción tiene una velocidad superior a la de la luz en agua (o hielo en el caso de IceCube), se produce radiación de Cherenkov a lo largo del trazo del muon. Esta luz característica es captada por los fotomultiplicadores contenidos en cada módulo esférico de IceCube. Una vez captada la señal, ésta es digitalizada y asociada con una indicación cronométrica por la tarjeta de adquisición de datos contenida en cada módulo y enviada a la superficie.
IceCube consta de 86 filas de detectores  distribuidos en un hexágono en un kilómetro cuadrado. De cada fila cuelgan en vertical 60 esferas de vidrio de 50 pulgadas de diámetro: una esfera cada 17 m entre las profundidades que van desde 1450 m  hasta 2450 m. Esto supone un total de  5160 fotomultiplicadores distribuidos en un prisma hexagonal con un volumen de un kilómetro cúbico. Las condiciones de oscuridad que reinan a más de un km de profundidad y la ausencia de burbujas de aire en el hielo, debido a la presión, permiten que una débil traza sea detectada a distancia.
Esta red de fotomultiplicadores permite reconstruir la dirección del muon incidente  por medio de un software que utiliza la posición geométrica de cada módulo golpeado por fotones y la estampilla cronométrica de esta señal. En principio también se puede obtener información acerca de la energía del muon puesto que el número de fotones Cherenkov producidos está relacionada con ésta. La energía del muon está directamente relacionada con la del neutrino progenitor.
En el caso de neutrinos de tipo electrón, en lugar de trazos, se producen cascadas electromagnéticas las cuales emiten fotones en todas direcciones. En este tipo de sucesos es mucho más difícil deducir la dirección del neutrino incidente pero se puede obtener una mejor resolución de su energía.

## Metas del experimento

### Meta principal
Tras varios años de operación, IceCube podría producir un mapa del flujo  de neutrinos proveniente del hemisferio norte similar a los mapas que ya han sido producidos en otras gamas como el de la radiación de fondo de microondas. De la misma forma, ANTARES (otro experimento similar a IceCube situado en el mar mediterráneo) podría terminar el mapa para el hemisferio meridional.

### Cuestiones sobre las que podría arrojar luz
Origen de rayos gamma
Cuando los protones chocan ya sea el uno con el otro, o con fotones, por lo general se producen piones. Los piones cargados decaen a neutrinos mientras que los piones neutrales decaen a rayos gamma. Es posible que el flujo de neutrinos y el flujo de rayos gamma puedan coincidir en ciertas fuentes tales como brotes de rayos gamma (GRB por sus siglas en inglés) y restos de supernova, indicando la naturaleza evasiva de su origen. Para esta meta, los datos de IceCube se podrían utilizar conjuntamente con detectores de rayos cósmicos como HESS o MAGIC.
La teoría de cuerdas
La estrategia de detección, anteriormente descrita, junto con su posición en el Polo Sur, podrían permitir que el detector proporcione la primera robusta evidencia experimental de dimensiones adicionales predichas por la teoría de cuerdas. De acuerdo con esta teoría, debe existir un neutrino estéril, compuesto por una cuerda cerrada. Estos podían escaparse en dimensiones adicionales antes de volver, haciéndolos viajar aparentemente más rápido que la velocidad de la luz. Quizás sea posible crear un experimento para probar esto en un futuro próximo. Además, si los neutrinos de alta energía creasen agujeros negros microscópicos (según lo predicho por algunos aspectos de la teoría de cuerdas), se crearía una ducha de partículas; dando por resultado un aumento en el número de neutrinos "descendentes" y un decremento en el número de neutrinos "ascendentes".

#### El neutrino que cruzó los hielos de la Antártida
El 22 de septiembre de 2017, se detectó en el observatorio de neutrinos IceCube, la diminuta partícula que se cree que se originó en un agujero negro supermasivo,  y, disparado desde un cañón gravitacional, llegó a atravesar el hielo de la Antártida, casi a la velocidad de la luz.

Esta detección desató una cascada de alarmas en una serie de detectores del IceCube y en cuestión de segundos, desde IceCube se alertó a una multiplicidad de satélites astronómicos, entre ellos el Telescopio Espacial de Rayos Gamma Fermi. Esa nave espacial encontró el origen del neutrino en una galaxia distante conocida como TXS 0506+056, próxima a la constelación Orión, que estaba teniendo un estallido de rayos X y rayos gamma de alta intensidad. 

Los astrónomos señalaron que el descubrimiento proporcionaría pistas acerca del origen de la lluvia de partículas espaciales de alta energía conocidas como rayos cósmicos, siendo la hipótesis principal la que los atribuye a los cuásares.